# Massacre d'Ouman
Le massacre d'Ouman est un massacre de Juifs et de Polonais perpétré en 1768 à Ouman, en Ukraine, par l'armée rebelle ukrainienne des Haidamak.

## Contexte
Ouman est une ville fortifiée dans laquelle siègent d'importantes troupes polonaises. Cela fait d'Ouman l'une des principales cibles de la rébellion Kolyivchtchyna. Son siège a probablement été planifié longtemps à l'avance.

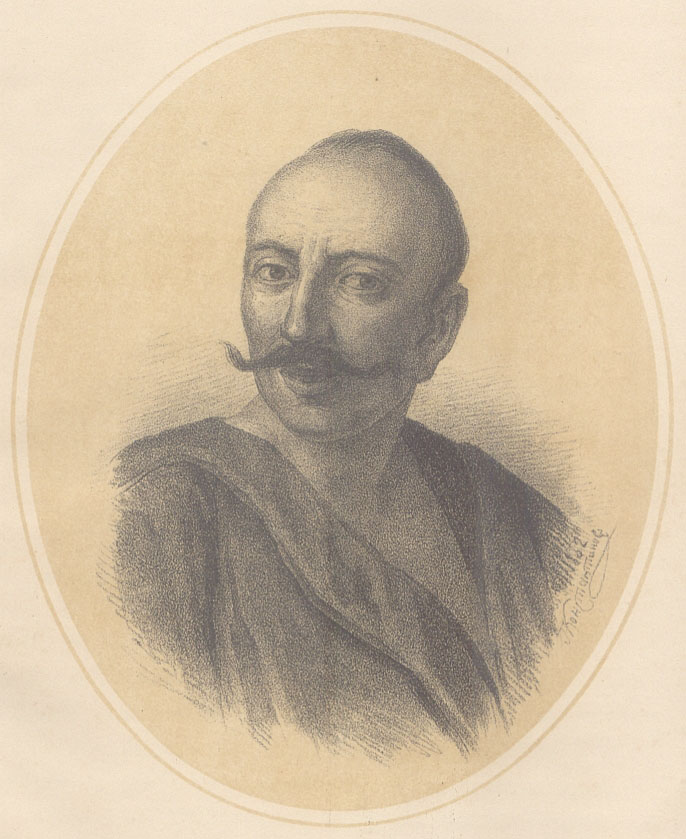
Ivan Gonta.

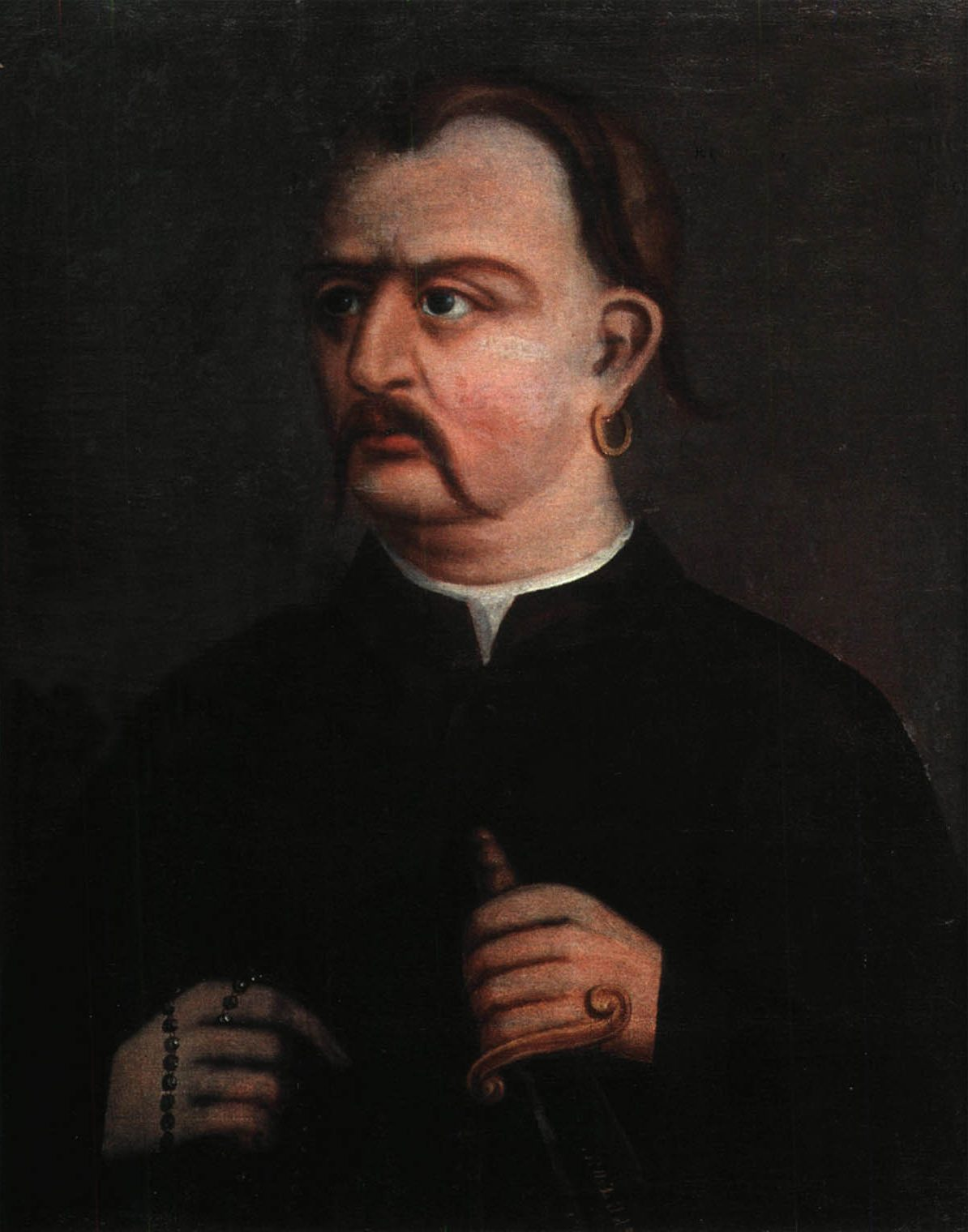
Maksym Zaliznyak.

Ivan Gonta, un officier de la milice privée du comte Franciszek Salezy Potocki, est accusé de liens avec Haidamak par la communauté juive locale, trois mois avant le siège. En raison de l'absence de preuves tangibles et de la mort subite d'un témoin, aucune charge n'est retenue. Bien qu'Ivan Gonta était de facto le commandant des Cosaques d'Ouman, il n'était pas le plus élevé dans leurs rangs.
Au début du mois de juin 1768, les rebelles ukrainiens sous le commandement de Maksym Zalizniak marchent en direction d'Ouman après s'être emparés de Tcherkassy, Korsoun et Kaniv. Zalizniak encourage ouvertement le massacre des Juifs et des Polonais. La ville est remplie de réfugiés. Un camp rempli de la noblesse polonaise, de leurs milices privées, de soldats réguliers et de réfugiés juifs est établi à l'extérieur des remparts. 
Les troupes polonaises étant plus nombreuses que les forces rebelles, il est décidé que Gonta avec son unité de cosaques répondra aux Haidamakas dans une bataille ouverte. Lorsque les unités de Zalizniak s’approchent d'Ouman, Gonta déclare ouvertement qu'il rejoint les rangs de la rébellion Kolyivchtchyna.
Les troupes de Gonta et de Zalizniak rasent le campement le 14 juin et tentent de franchir les remparts. La tentative échoue et le siège d’Ouman commence le 17 juin. Dès le premier jour du siège, un grand nombre d'Ukrainiens abandonnent les rangs des forces polonaises et rejoignent les rebelles. Après trois jours de siège, la ville tombe aux mains de Zalizniak, en dépit d'une défense courageuse dans laquelle les Juifs prirent une part active.
La tragédie survint après la trahison du commandant Mladanovitch, qui pour acheter la vie des Polonais, trahit les Juifs. Il en découle un massacre violent. Mladanovitch lui-même est tué. Les Juifs réunis dans les synagogues, dirigés par Leib Shargorodski et Moshe Menaker, tentent de se défendre, mais ils sont détruits par des canons à feu. 
La plupart des Juifs restés dans la ville sont ensuite tués. Les historiens estiment de 2 000 à 20 000 le nombre de Polonais et de Juifs tués au cours du massacre d’Ouman.  
Selon les sources de la "Hassidout Breslov", le nombre de Juifs massacrés est de 33 000. La même estimation est donnée par Gonta pendant son procès. 
Pour la communauté juive locale, l'anniversaire du début du massacre, le 5 Tammouz, est observé par un jeûne et par une prière particulière.
En 1810, Rabbi Nahman de Bratslav s'installe à Ouman et déclare quelque temps avant sa mort : « Les âmes des martyrs [abattus par Gonta] m'attendent. »

## Sources
- (en)  Cet article contient des extraits de l'article « Massacre at Uman. » par Herman Rosenthal &  J. G. Lipman de la Jewish Encyclopedia de 1901–1906 dont le contenu se trouve dans le domaine public.